# 瓦納爾 (亞利桑那州)
瓦納爾（英語：Vanar）是位於美國亞利桑那州科奇斯縣的一個非建制地區。該地的面積和人口皆未知。

## 地理
瓦納爾的座標為32°14′28″N 109°05′42″W / 32.24111°N 109.09500°W，而該地的平均海拔高度為1194米（即3917英尺）。